# 시모키타군

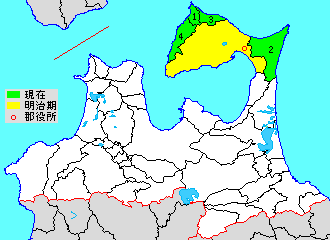
아오모리현 시모키타군의 위치(1.오마정 2.히가시도리촌 3.가자마우라촌 4.사이촌)

시모키타군(일본어: 下北郡, しもきたぐん)은 일본 아오모리현의 군으로 혼슈 최북단에 위치한다.
인구 12,353명, 면적 551.96km², 인구밀도 22.4명/km².(2025년 3월 1일, 추계인구)
이하 1정 3촌으로 구성된다.
- 오마정(大間町)
- 히가시도리촌(東通村)
- 가자마우라촌(風間浦村)
- 사이촌(佐井村)

## 군역
1878년 행정 구역으로 발족할 당시의 군역은 위의 1정 3촌에 무쓰시를 더한 구역에 해당한다.

## 역사
- 1878년 10월 30일 - 군구정촌 편제법이 아오모리현에서 시행되면서, 기타군 중 나마부촌 외 33촌의 구역으로 행정 구역으로서의 시모키타군이 발족.

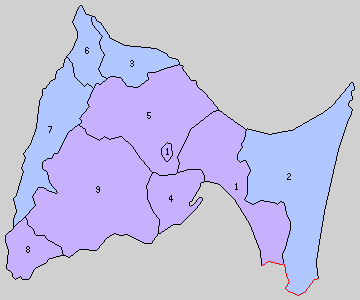
1.다나부촌 2.히가시도리촌 3.가자마우라촌 4.오미나토촌 5.오하타촌 6.오오쿠촌 7.사이촌 8.와키노사와촌 9.가와우치촌 (보라:무쓰시 파랑:합병 없음)

- 1889년 4월 1일 - 정촌제 시행으로, 아래의 정촌이 발족. 따로 적은 경우 외는 현 무쓰시.(9촌)
  - 다나부촌(田名部村)
  - 히가시도리촌(東通村)(현존)
  - 가자마우라촌(風間浦村)(현존)
  - 오미나토촌(大湊村)
  - 오하타촌(大畑村)
  - 오오쿠촌(大奥村): 현 오마정
  - 사이촌(佐井村)(현존)
  - 와키노사와촌(脇野沢村)
  - 가와우치촌(川内村)
- 1899년 1월 1일 - 다나부촌이 정제 시행으로 다나부정(田名部町)이 됨.(1정 8촌)
- 1917년 10월 31일 - 가와우치촌이 정제 시행으로 가와우치정(川内町)이 됨.(2정 7촌)
- 1928년 11월 10일 - 오미나토촌이 정제 시행으로 오미나토정(大湊町)이 됨.(3정 6촌)
- 1934년 5월 1일 - 오하타촌이 정제 시행으로 오하타정(大畑町)이 됨.(4정 5촌)
- 1942년 11월 3일 - 오오쿠촌이 정제 시행과 개칭으로 오마정(大間町)이 됨.(5정 4촌)
- 1959년 9월 1일 - 다나부정·오미나토정이 합병하여, 오미나토타나부시(大湊田名部市, 현 무쓰시)가 발족, 군에서 이탈.(3정 4촌)
- 2005년 3월 14일 - 가와우치정·오하타정·와키노사와촌이 무쓰시에 편입.(1정 3촌)

## 참고 문헌
- 《가도카와 일본 지명 대사전》 편집위원회, 편집. (1985년 12월 1일). 《가도카와 일본 지명 대사전》. 2 아오모리현. 가도카와 쇼텐. ISBN 4040010205.

## 같이 보기
- 기타군 (리쿠오국)
- 가미키타군